# Мактааралски район
Мактааралски район (на казахски: Мақтаарал ауданы) е съставна част на Туркестанска област, Казахстан.
Има обща площ 780 км2 и население 131 590 души (по приблизителна оценка към 1 януари 2020 г.). Административен център е  Мирзакент.